# I liga polska w koszykówce mężczyzn (1982/1983)
Polska Liga Koszykówki 1982/1983 – 49. edycja najwyższej klasy rozgrywkowej w męskiej koszykówce w Polsce. Obrońcą tytułu mistrza Polski był Górnik Wałbrzych, który zwyciężył w rozgrywkach Polskiej Ligi Koszykówki w sezonie 1981/1982. W rozgrywkach wystąpiło w sumie 10 zespołów.

## Runda zasadnicza
awans do Grupy Silniejszej
     awans do Grupy Słabszej
| Lp. | Drużyna            | M  | Mecze | Mecze | Punkty | Punkty | Punkty | Punkty   | Pkt |
| Lp. | Drużyna            | M  | W     | P     | +      | -      | +/-    | Stosunek | Pkt |
| --- | ------------------ | -- | ----- | ----- | ------ | ------ | ------ | -------- | --- |
| 1.  | Górnik Wałbrzych   | 18 | 15    | 3     | 1790   | 1576   | +214   | 1,1358   | 33  |
| 2.  | Gwardia Wrocław    | 18 | 14    | 4     | 1537   | 1409   | +128   | 1,0908   | 32  |
| 3.  | Lech Poznań        | 18 | 13    | 5     | 1697   | 1447   | +250   | 1,1728   | 31  |
| 4.  | Zagłębie Sosnowiec | 18 | 11    | 7     | 1544   | 1536   | +8     | 1,0052   | 29  |
| 5.  | Stal Bobrek Bytom  | 18 | 10    | 8     | 1455   | 1463   | -8     | 0,9945   | 28  |
| 6.  | Śląsk Wrocław      | 18 | 9     | 9     | 1584   | 1670   | -86    | 0,9485   | 27  |
| 7.  | Wisła Kraków       | 18 | 8     | 10    | 1735   | 1632   | +103   | 1,0631   | 26  |
| 8.  | Legia Warszawa     | 18 | 6     | 12    | 1519   | 1621   | -102   | 0,9371   | 24  |
| 9.  | Polonia Warszawa   | 18 | 6     | 12    | 1405   | 1527   | -122   | 0,9201   | 24  |
| 10. | Pogoń Szczecin     | 18 | 3     | 15    | 1392   | 1917   | -525   | 0,7261   | 21  |

### Grupa Silniejsza
| Lp. | Drużyna            | M  | Mecze | Mecze | Punkty | Punkty | Punkty | Punkty   | Pkt |
| Lp. | Drużyna            | M  | W     | P     | +      | -      | +/-    | Stosunek | Pkt |
| --- | ------------------ | -- | ----- | ----- | ------ | ------ | ------ | -------- | --- |
| 1.  | Lech Poznań        | 28 | 22    | 6     | 2461   | 2151   | +310   | 1,1441   | 50  |
| 2.  | Górnik Wałbrzych   | 28 | 22    | 6     | 2662   | 2377   | +285   | 1,1199   | 50  |
| 3.  | Gwardia Wrocław    | 28 | 18    | 10    | 2377   | 2272   | +105   | 1,0462   | 46  |
| 4.  | Zagłębie Sosnowiec | 28 | 17    | 11    | 2386   | 2329   | +57    | 1,0245   | 45  |
| 5.  | Stal Bobrek Bytom  | 28 | 12    | 16    | 2119   | 2198   | -79    | 0,9641   | 40  |
| 6.  | Śląsk Wrocław      | 28 | 9     | 19    | 2418   | 2590   | -172   | 0,9336   | 37  |

### Grupa Słabsza
spadek do I ligi
| Lp. | Drużyna          | M  | Mecze | Mecze | Punkty | Punkty | Punkty | Punkty   | Pkt |
| Lp. | Drużyna          | M  | W     | P     | +      | -      | +/-    | Stosunek | Pkt |
| --- | ---------------- | -- | ----- | ----- | ------ | ------ | ------ | -------- | --- |
| 7.  | Wisła Kraków     | 30 | 17    | 13    | 2971   | 2762   | +209   | 1,0757   | 47  |
| 8.  | Legia Warszawa   | 30 | 15    | 15    | 2698   | 2733   | -35    | 0,9872   | 45  |
| 9.  | Polonia Warszawa | 30 | 9     | 21    | 2496   | 2662   | -166   | 0,9376   | 39  |
| 10. | Pogoń Szczecin   | 30 | 3     | 27    | 2446   | 3100   | -654   | 0,7890   | 33  |

Do ligi awansowały: Resovia Rzeszów i Wybrzeże Gdańsk.

## Czołówka strzelców
1. Mieczysław Młynarski (Górnik Wałbrzych) - 840
2. Krzysztof Fikiel (Wisła Kraków) - 706
3. Eugeniusz Kijewski (Lech Poznań) - 671
4. Jerzy Binkowski (Gwardia Wrocław) - 661
5. Zbigniew Pyszniak (Stal Bobry Bytom) - 634
6. Leszek Doliński (Gwardia Wrocław) - 565
7. Jarosław Jechorek (Lech Poznań) - 547
8. Dariusz Szczubiał (Zagłębie Sosnowiec) - 540
9. Zbigniew Kudłacz (Wisła Kraków) - 500
10. Janusz Seweryn (Wisła Kraków) - 475